# Solignac-sous-Roche
Solignac-sous-Roche ist eine französische Gemeinde mit 261 Einwohnern (Stand: 1. Januar 2022) im Département Haute-Loire in der Region Auvergne-Rhône-Alpes. Sie gehört zum Arrondissement Yssingeaux sowie zum Kanton Bas-en-Basset.

## Geographie
Solignac-sous-Roche liegt etwa 25 Kilometer nordnordöstlich von Le Puy-en-Velay an der Grenze der Naturlandschaften Emblavès (auch Emblavez geschrieben) und Forez. Die Ance begrenzt die Gemeinde im Nordosten. Die Nachbargemeinden von Solignac-sous-Roche sind Saint-André-de-Chalencon im Norden und Nordwesten, Tiranges im Norden und Nordosten, Retournac im Süden und Osten sowie Roche-en-Régnier im Westen und Südwesten.

## Bevölkerungsentwicklung
| Jahr                       | 1962 | 1968 | 1975 | 1982 | 1990 | 1999 | 2006 | 2017 |
| Einwohner                  | 186  | 164  | 137  | 127  | 121  | 151  | 202  | 243  |
| Quellen: Cassini und INSEE |      |      |      |      |      |      |      |      |

## Sehenswürdigkeiten
- Kirche Saint-Julien-de-Brioude